# IES Valle-Inclán
A escola secundária Valle-Inclán é um grande edifício eclético e art nouveau localizado em Pontevedra, Espanha. Hoje, é a sede da escola secundária Valle-Inclán e foi a primeira e única escola secundária na província de Pontevedra  de 1845 a 1927.

## Localização
A escola situa-se no lado mais ocidental da avenida Gran Vía de Montero Ríos (construída na década de 1870), em frente à Alameda de Pontevedra. Este é o novo bairro da burguesia criado pela demolição das muralhas da cidade em 1855. A construção de outros grandes edifícios como o Palácio do Conselho Provincial de Pontevedra, ou o Edifício da Escola Normal de Pontevedra fez deste lugar o grande espaço de lazer da burguesia da cidade no final do século XIX e nas primeiras décadas do século XX.

## História
O Instituto de Segunda Enseñanza de Pontevedra (depois chamado escola secundária geral e técnica de Pontevedra, Instituto General y Técnico de Pontevedra e Instituto Nacional de Pontevedra) foi criado pelo Decreto Real de 30 de outubro de 1845 como parte do Plano Geral de Estudos (chamado Plano Pidal), que criou um centro de ensino secundário em cada capital provincial espanhola. A escola secundária pública provincial de ensino médio de Pontevedra foi inaugurada em 19 de novembro de 1845 e a sua sede foi estabelecida na escola jesuíta, localizada no prédio próximo à igreja de São Bartolomeu. Em 1880, a escola secundária acolheu parte da exposição regional que teve lugar na cidade. 
Em 1903, foi transferida para a Escola Normal, um edifício que agora pertence ao Conselho Geral de Pontevedra para pôr fim às muitas despesas ocasionadas pelas reparações do antigo colégio dos jesuítas. A iniciativa oficial para a construção de um novo edifício para a escola secundária veio do ministro da Instrução Pública e das Belas Artes, Manuel Allendesalazar e Muñoz de Salazar, no início de 1903, quando foi lançado um concurso para a elaboração do projecto. A câmara municipal de Pontevedra cedeu as terras anexas às ruínas de São Domingos, que foram parcialmente ocupadas pelo hospício no local onde se encontrava o convento dominicano desmoronado. Com a sua construção, foi concluída a avenida principal dos grandes edifícios oficiais da Gran Vía. Além da escola secundária, os edifícios do Palácio do Conselho Provincial de Pontevedra e da antiga Escola Normal deram forma a esta nova arquitetura oficial das últimas décadas do século XIX. 
O projecto dos arquitetos Joaquín Rojí López-Calvo e José Lorite y Kramer foi selecionado em julho de 1904, como indicado na acta da escola secundária. Os trabalhos foram objeto de uma licitação no valor de 575.109,20 pesetas. O edifício era constituído por dois pátios, capela, biblioteca e laboratórios. A obra foi promovida pelo ministro Augusto González Besada (ex-aluno da escola secundária). A 5 de Janeiro de 1905, os dois arquitectos que projectaram o edifício chegaram de Madrid para iniciar os trabalhos de construção do Instituto Provincial Geral e Técnico de Pontevedra e encontraram-se com o Presidente da Câmara Bernardo López Suárez e o empreiteiro, Manuel Domínguez. A 4 de Maio, os arquitectos regressaram à cidade e a planta do edifício foi traçada no local a fim de iniciar os trabalhos.
Em Fevereiro de 1906, a construção do edifício foi relançada e em Abril de 1906, muitos trabalhadores já estavam a trabalhar nele, sendo o material trazido por carroças.
Os trabalhos foram concluídos a 4 de Abril de 1926, tendo demorado mais tempo do que o esperado devido à crise económica. O arquiteto Joaquín Rojí foi a Pontevedra a 28 de fevereiro de 1926 para assinar a sua recepção. Foi então encarregado de orçamentar a sua dotação interior, que demorou mais de um ano. A escola foi inaugurada a 27 de setembro de 1927 pelo rei Alfonso XIII durante uma visita a Pontevedra.

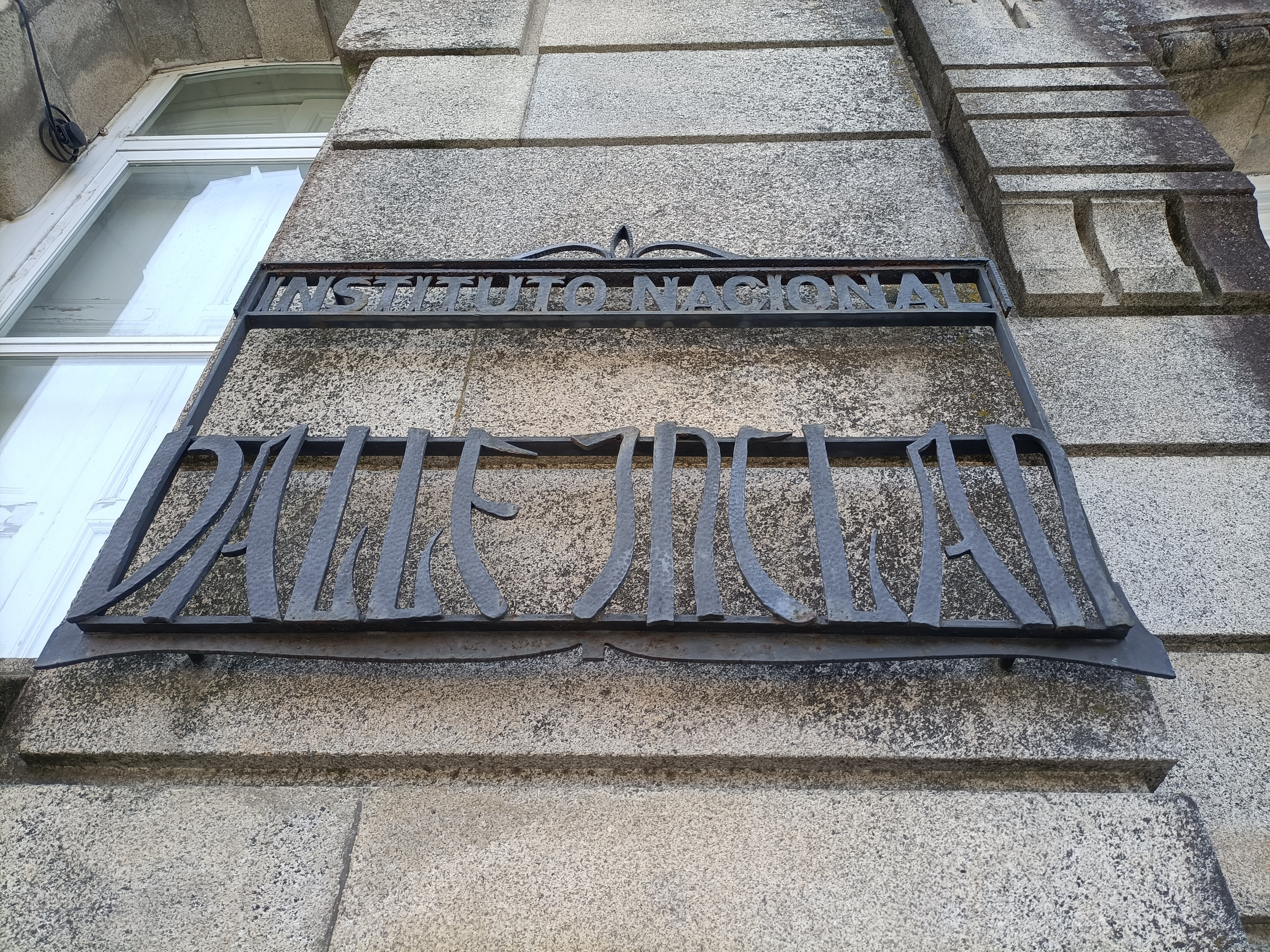
Antiga placa da Escola Secundária Nacional Valle-Inclán na fachada principal

No período pós-guerra, os alunos da escola secundária (rapazes e raparigas) foram separados em dois andares diferentes, com entradas independentes. Em 1963, foi criada uma escola secundária feminina que se tornaria a atual escola secundária Valle-Inclán e o edifício foi renovado. A escola secundária feminina foi temporariamente instalada em 1964 na Escola Normal durante os trabalhos de renovação A última reforma completa do edifício foi levada a cabo em 1972..
Uma grande renovação do edifício terá início em 2023, na qual a Xunta de Galicia irá investir 4,7 milhões de euros. Entre outras melhorias, todas as janelas do edifício serão substituídas, os sistemas de água quente, aquecimento e iluminação serão renovados e a estrutura do edifício será melhorada através do reforço das lajes do chão e o telhado metálico do pátio coberto será renovado · .
Durante o século XX, professores de renome como Castelao, Gonzalo Torrente Ballester, Aquilino Iglesias Alvariño, Jesus Muruais, Emilio Álvarez Jiménez, Victor Said Armesto, Antón Losada Diéguez, José Filgueira Valverde e Bibiano Fernández-Osorio Tafall tornaram-no suficientemente famoso para ser um dos mais apreciados no campo da educação. 
É uma das poucas escolas secundárias espanholas antigas que tem mantido a sua utilização original ao longo dos anos desde que o edifício foi inaugurado.

## Descrição
É um exemplo sóbrio e elegante dos estilos eclético e art nouveau. A sua fachada e entrada principais estão localizadas na Gran Via de Montero Ríos, embora tenha uma saída traseira que leva a um pátio interior traseiro de forma irregular fechado por uma barreira para a utilização da escola e outra saída no canto exterior onde se encontra a torre em frente ao parque das Palmeiras.
Tem um res-do-chão, dois andares e uma cave. A decoração das pedras en relevo nas fachadas e vãos das portas e janelas art nouveau é notável, assim como a decoração dos lintéis das janelas e das clarabóias na parte central do telhado. A decoração na fachada consiste principalmente em motivos geométricos por cima das janelas e portas e motivos florais e pequenos círculos. O corpo central da fachada de entrada principal é decorado num estilo art nouveau: uma grande janela com um lintel curvo e um ritmo geométrico secessionista. Tem uma torre na qual residiam os diretores da escola secundária durante os primeiros anos de funcionamento. 
No interior, há uma grande escadaria central de mármore iluminada por uma grande clarabóia art nouveau com o brasão de armas de Pontevedra, que conduz ao primeiro andar e termina em frente à grande sala de conferências (Paraninfo) do estabelecimento. O edifício possui várias escadas laterais que comunicam com os diferentes andares, que eram originalmente feitas de madeira em espiral. A composição do edifício é simétrica e regular, com as salas de aula na ala principal do edifício organizadas em torno de um pátio interior rectangular central com cobertura metálica rodeado por grandes janelas que fornece luz. O edifício tem 8.300 metros quadrados de área construída e 323 janelas em quatro andares.
No res-do-chão encontra-se a biblioteca do edifício. Esta grande sala tem uma escada de madeira que conduz ao primeiro andar onde há um passadiço em volta das prateleiras e um gradeamento de madeira.
Mais de 760 alunos estudam na escola secundária.

## Cultura
Em 1966, foi aprovada uma proposta de Gonzalo Torrente Ballester  e a escola adotou o nome atual " Valle-Inclán " devido à relação do escritor com a cidade, onde estudou, viveu, escreveu e  publicou a sua primeira obra "Femeninas" em 1895. Valle-Inclán, aos 12 anos de idade, iniciou os seus estudos secundários em Pontevedra, que também terminou em Pontevedra em 1883. 
A escola secundária foi o local de nascimento da Aula de Filosofia Castelao e, ao mesmo tempo, a Semana de Filosofia da Galiza. 

## Galeria

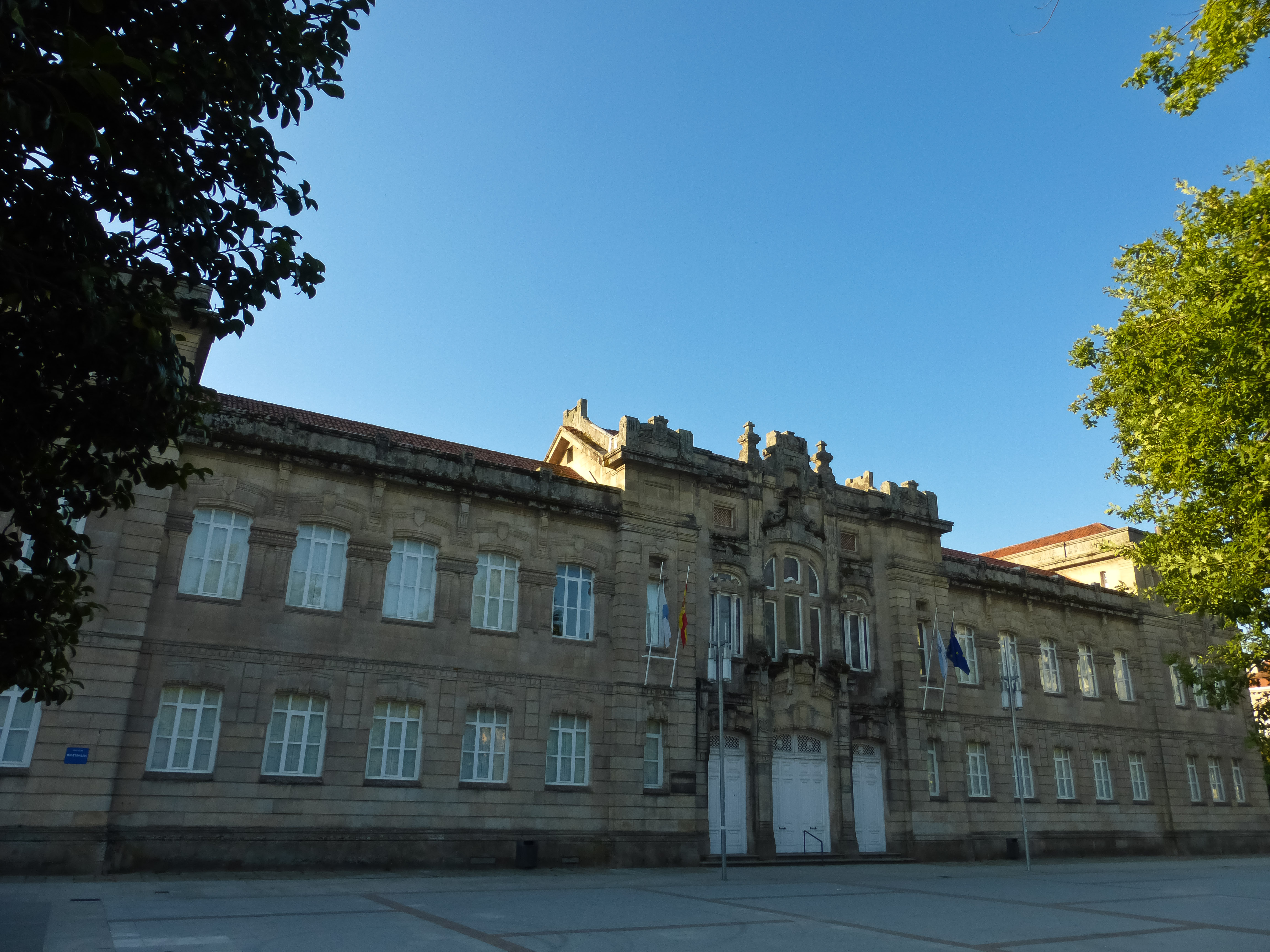
Fachada principal
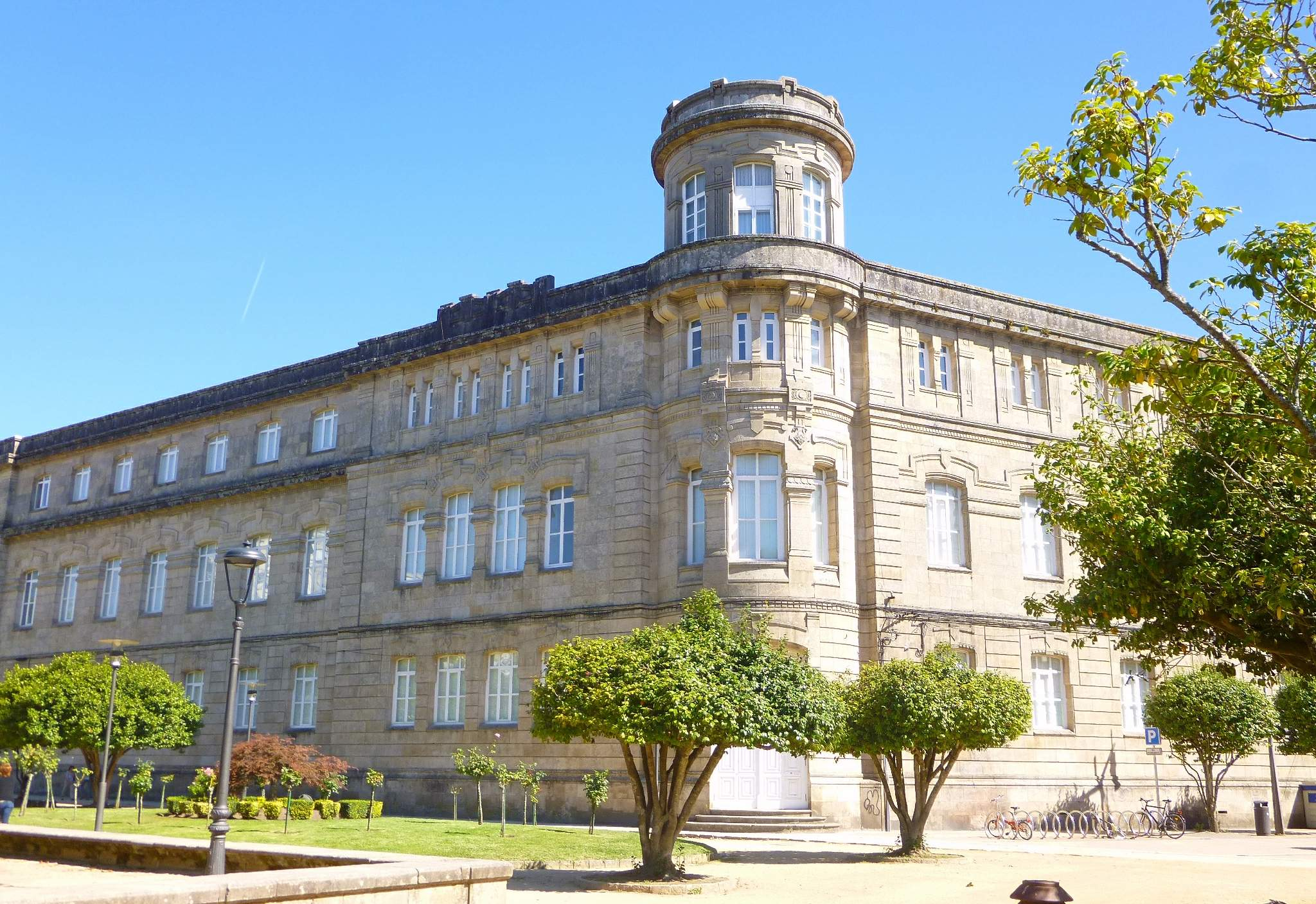
Fachada traseira e torre
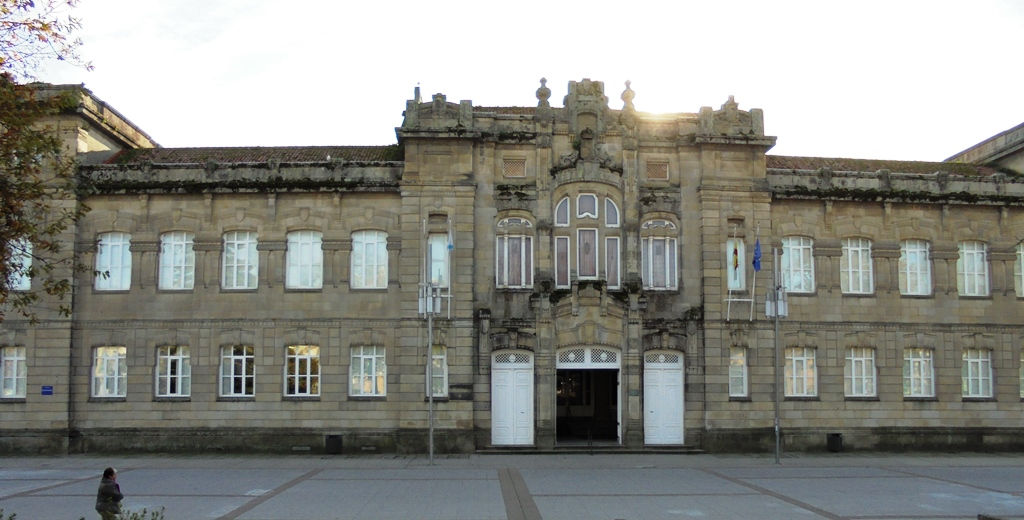
Fachada principal
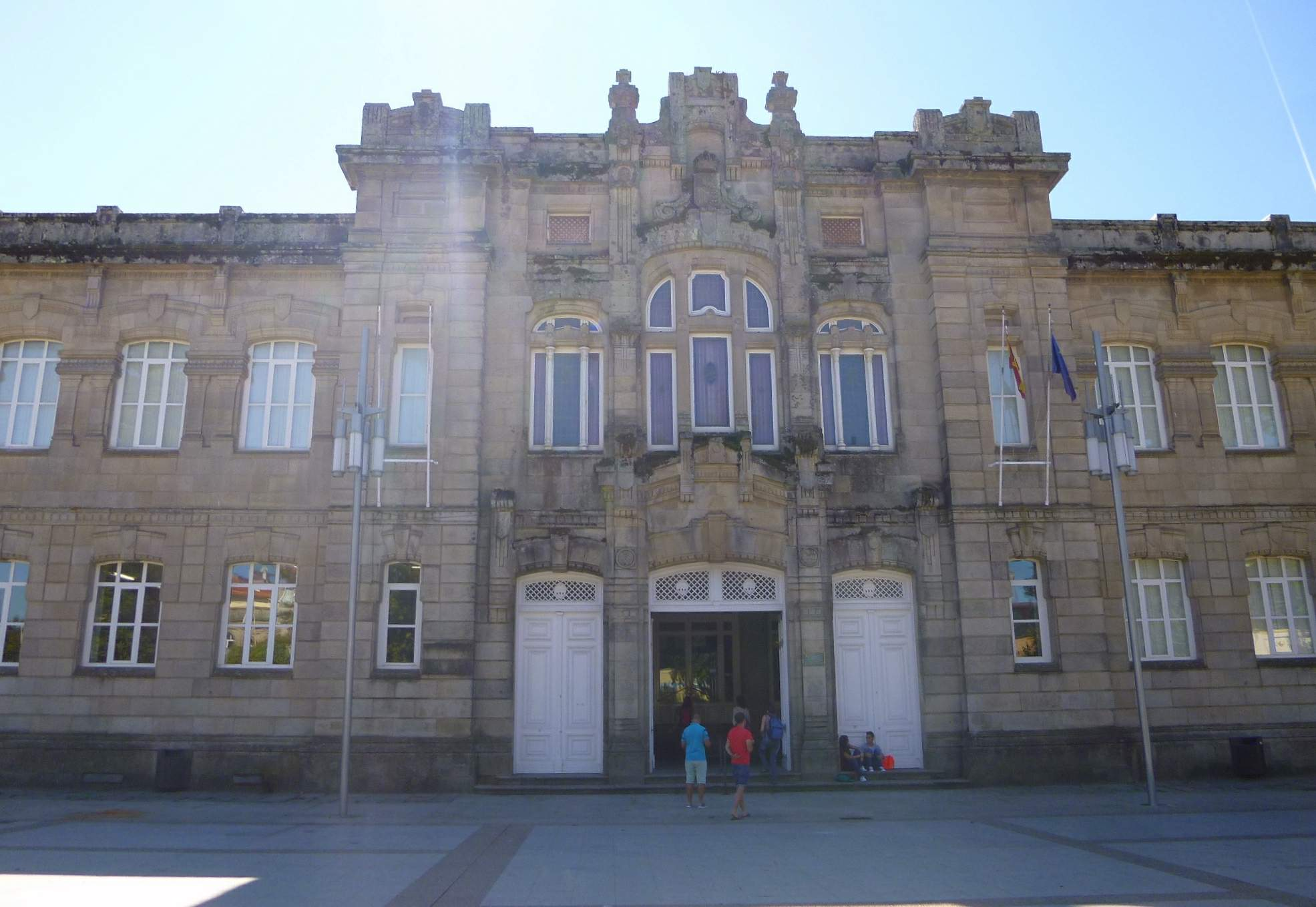
Entrada
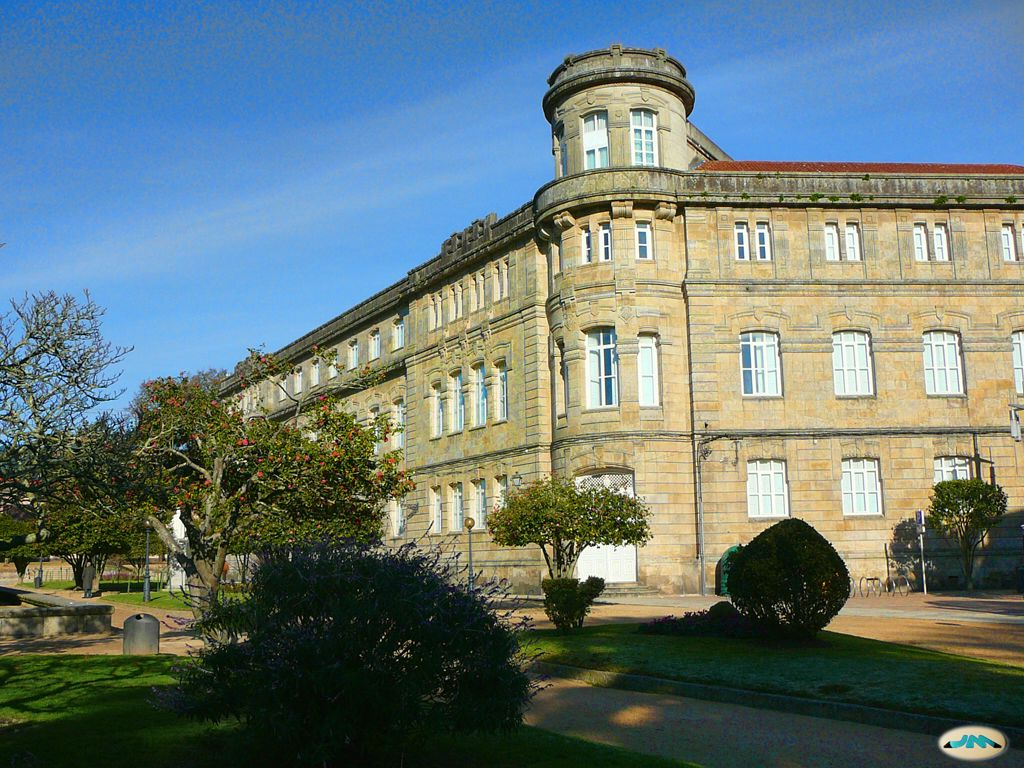
Fachadas lateral e traseira
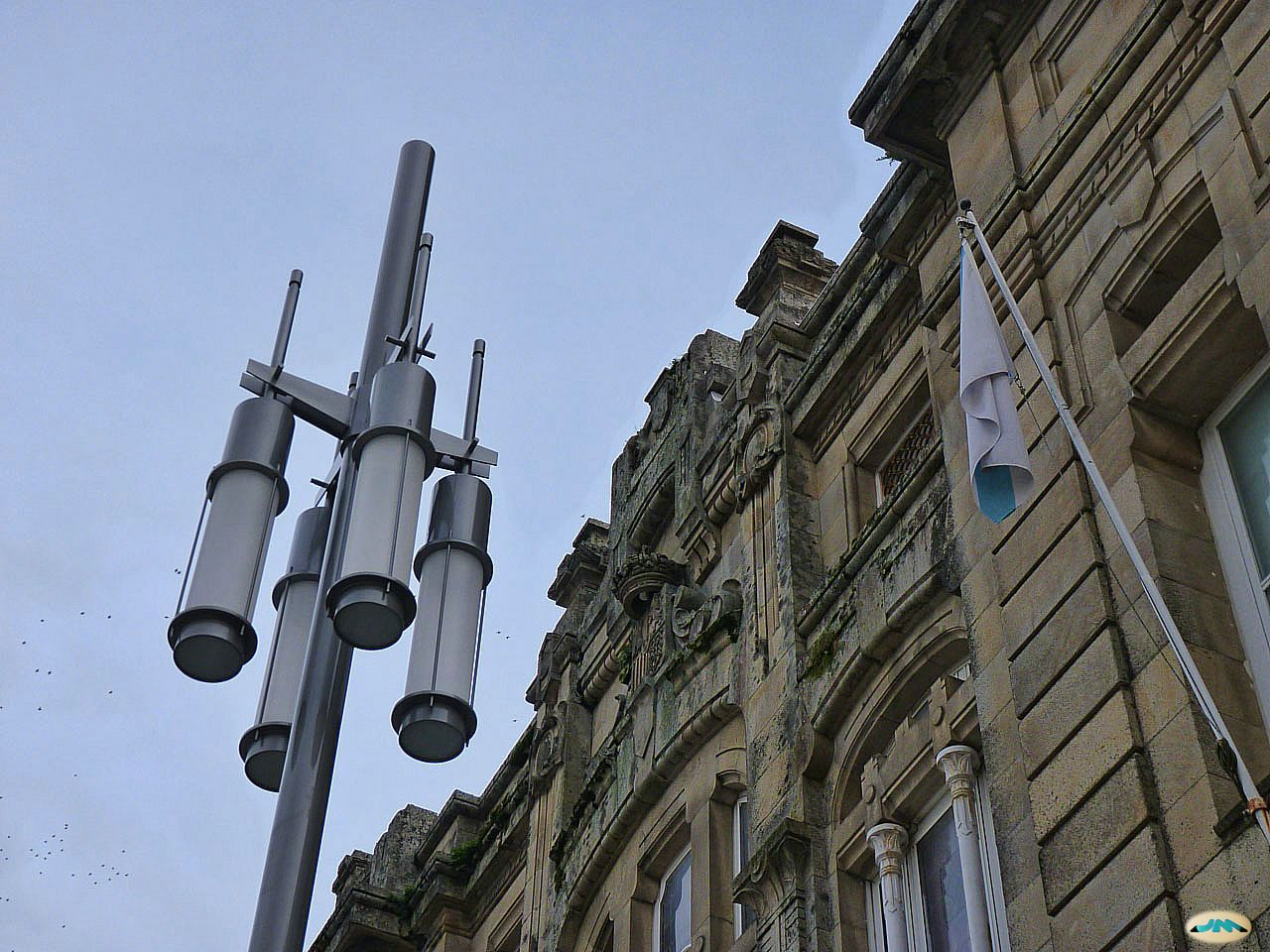
Detalhe da fachada
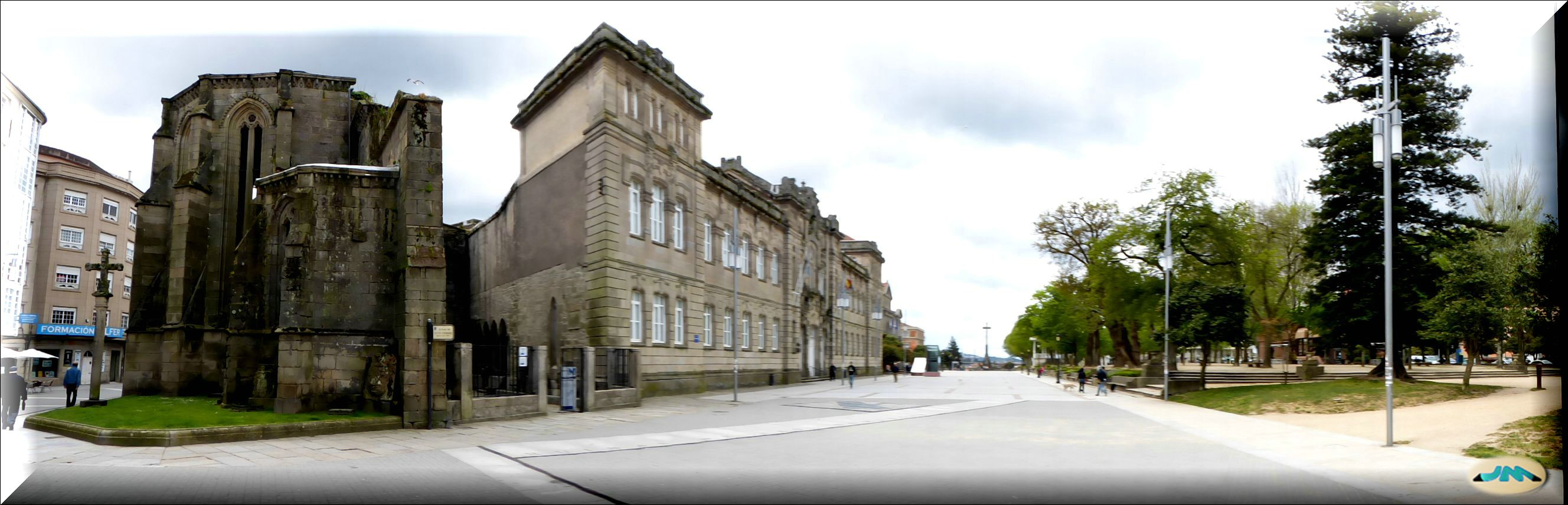
Escola secundária Valle-Inclán, ao lado das ruínas de São Domingos
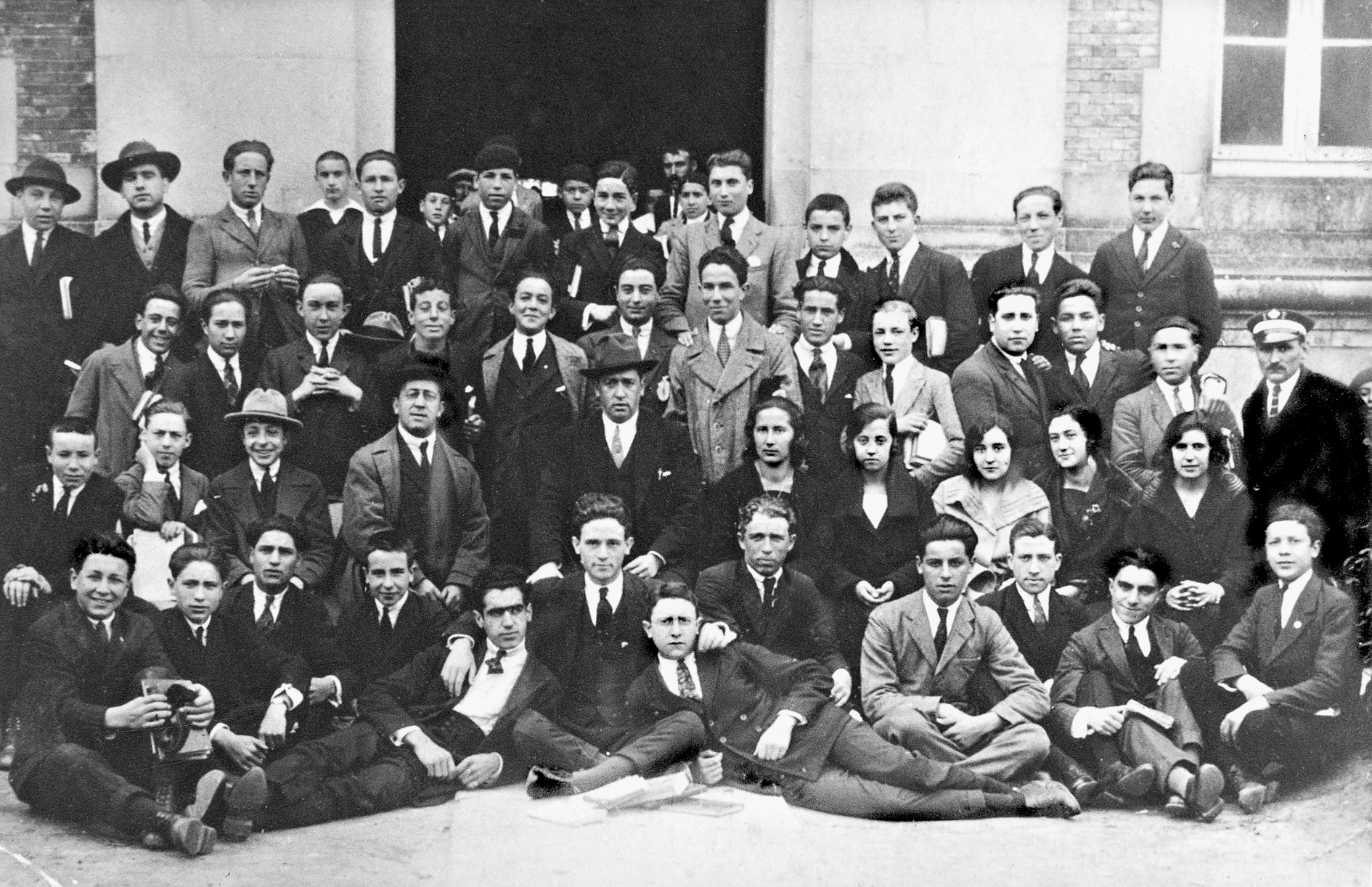
Estudantes de 1923
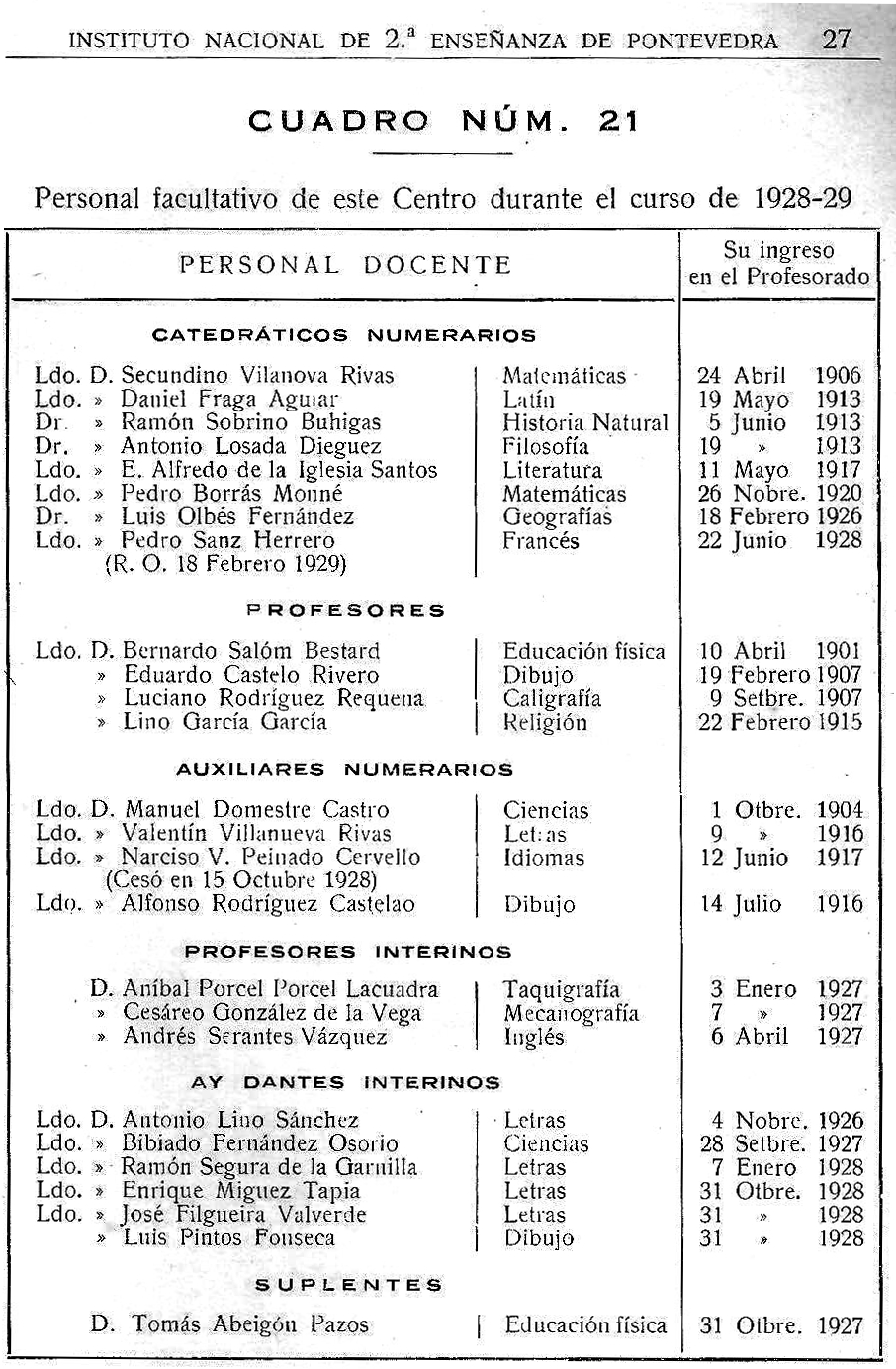
Professores e matérias do ano académico de 1928-1929
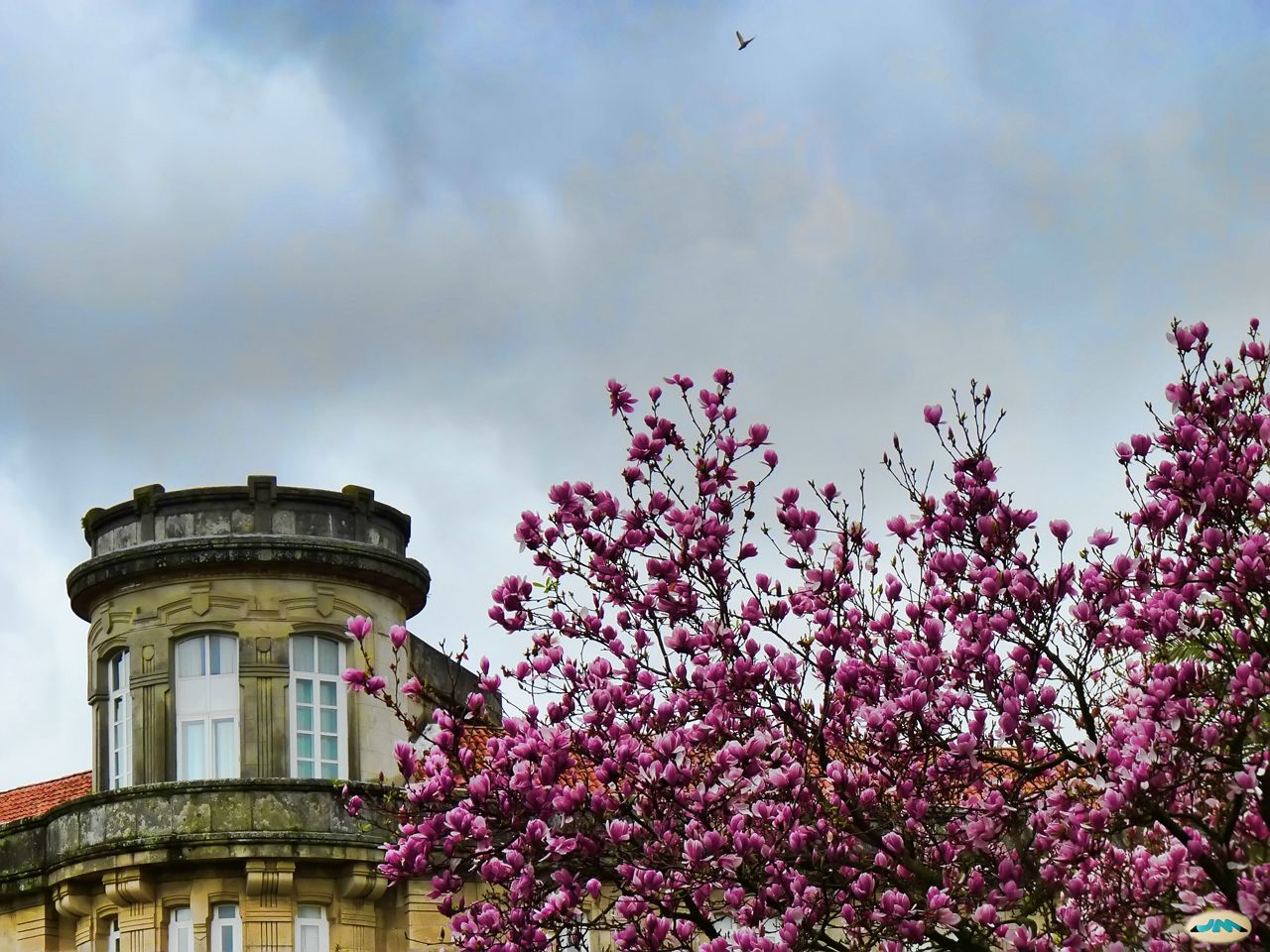
Torre da escola secundária
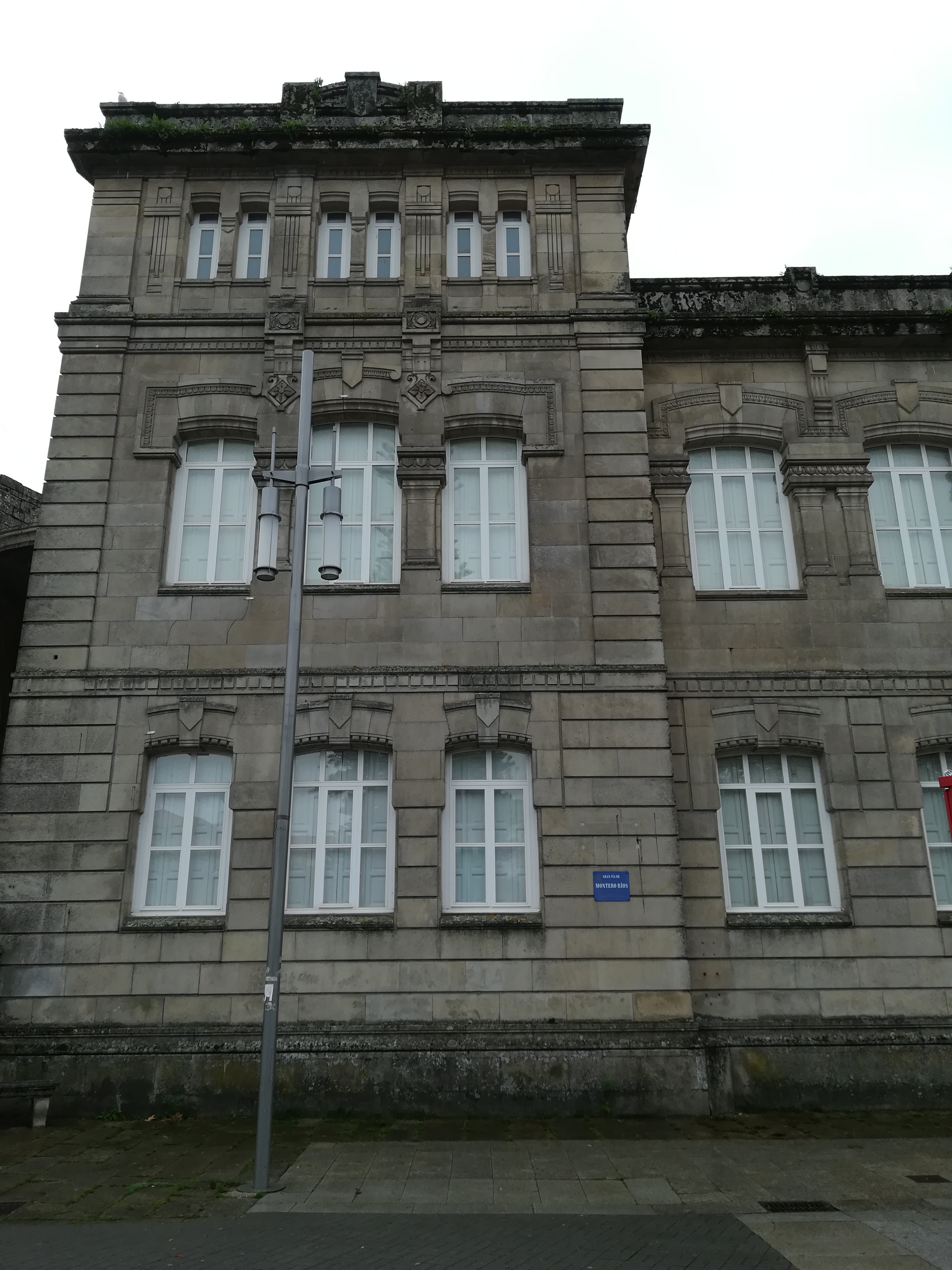
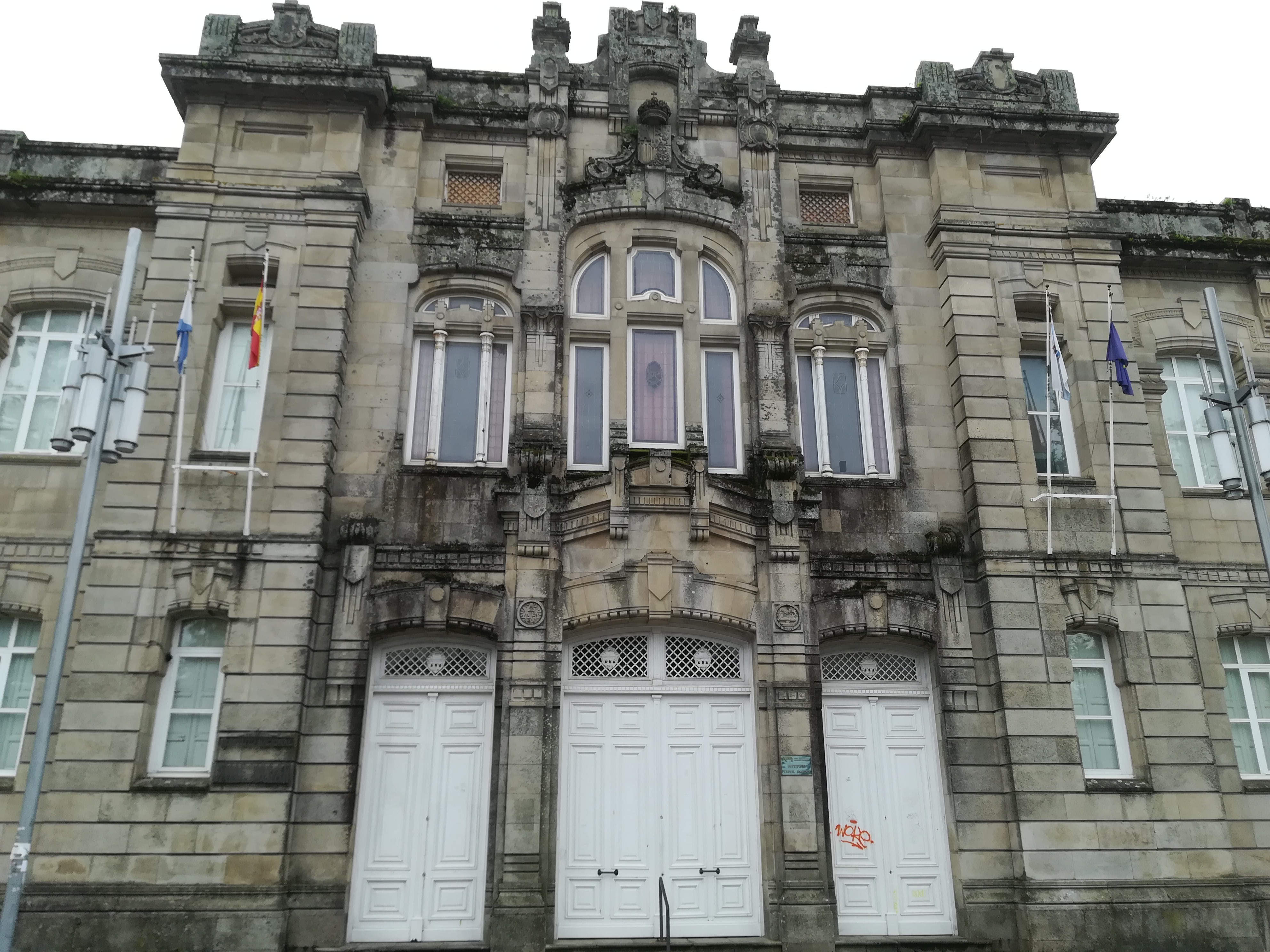
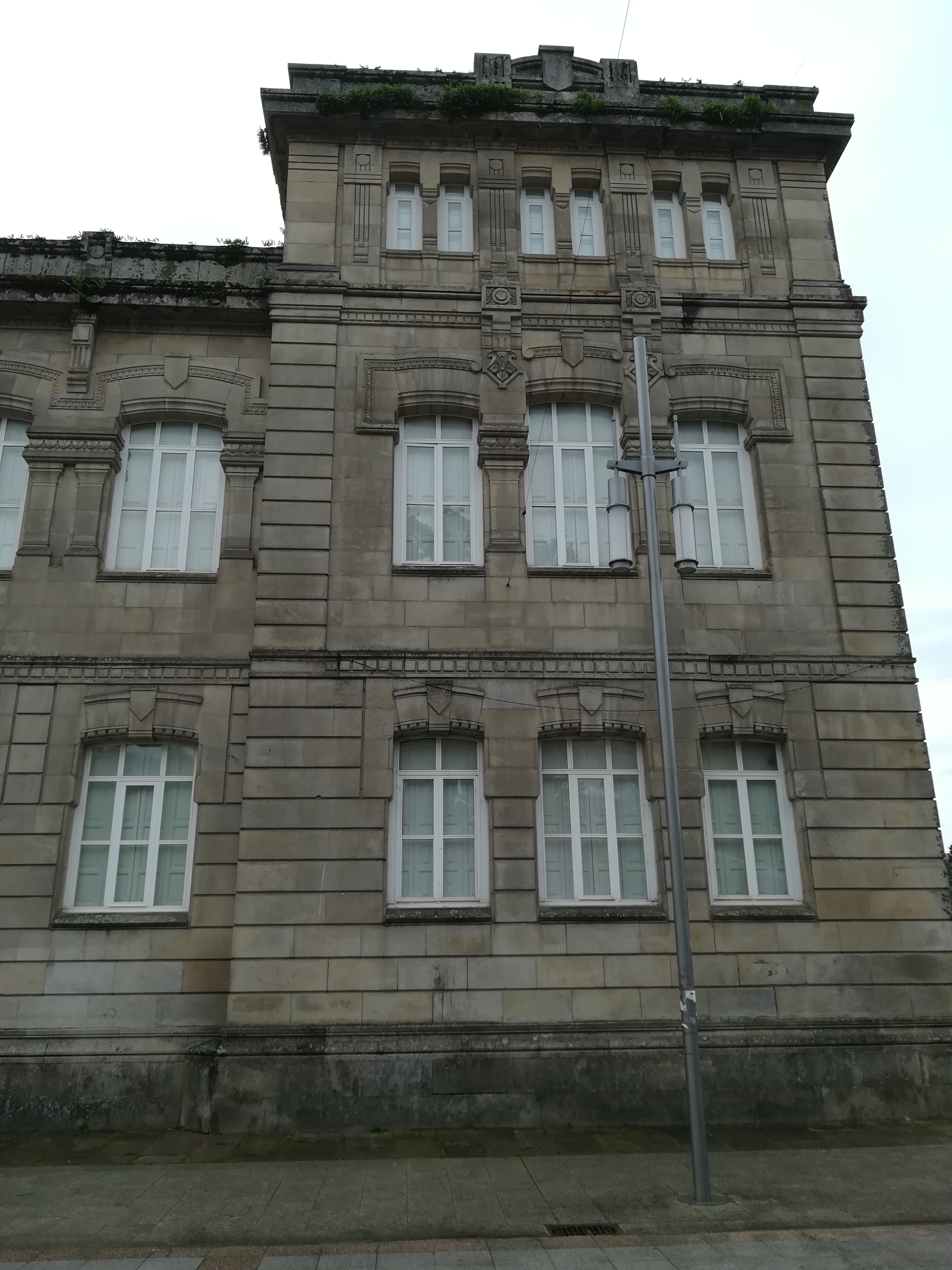
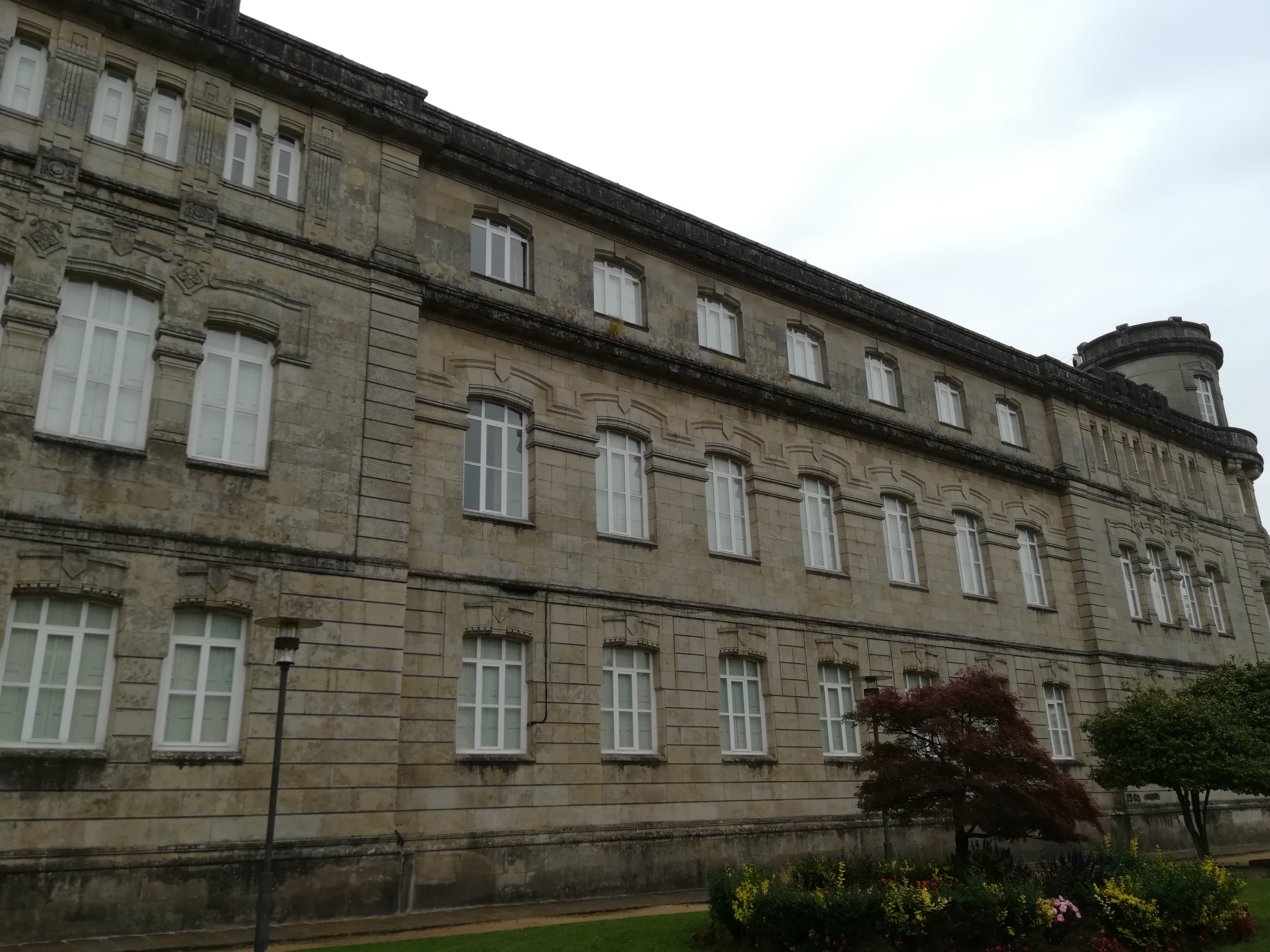
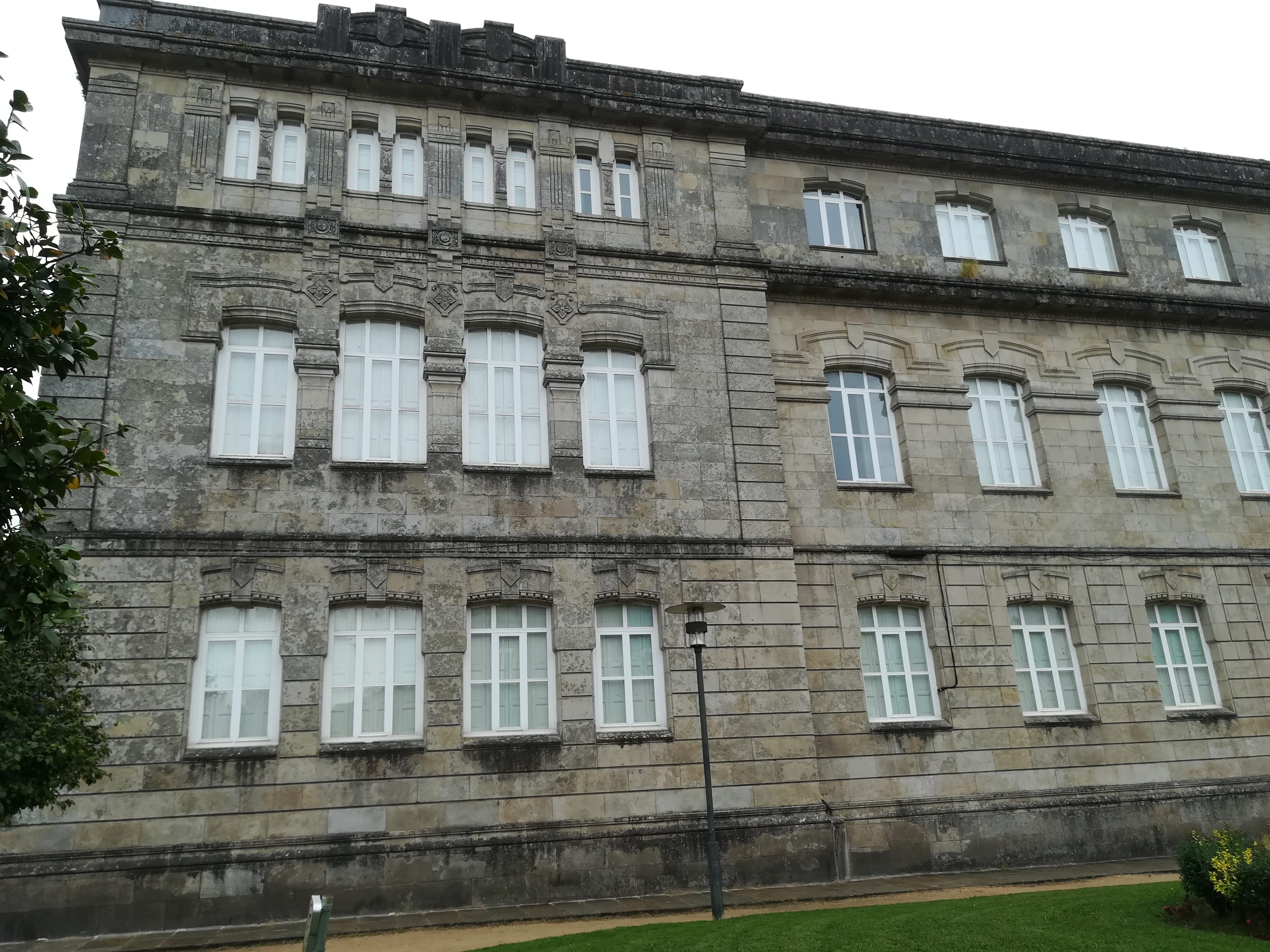
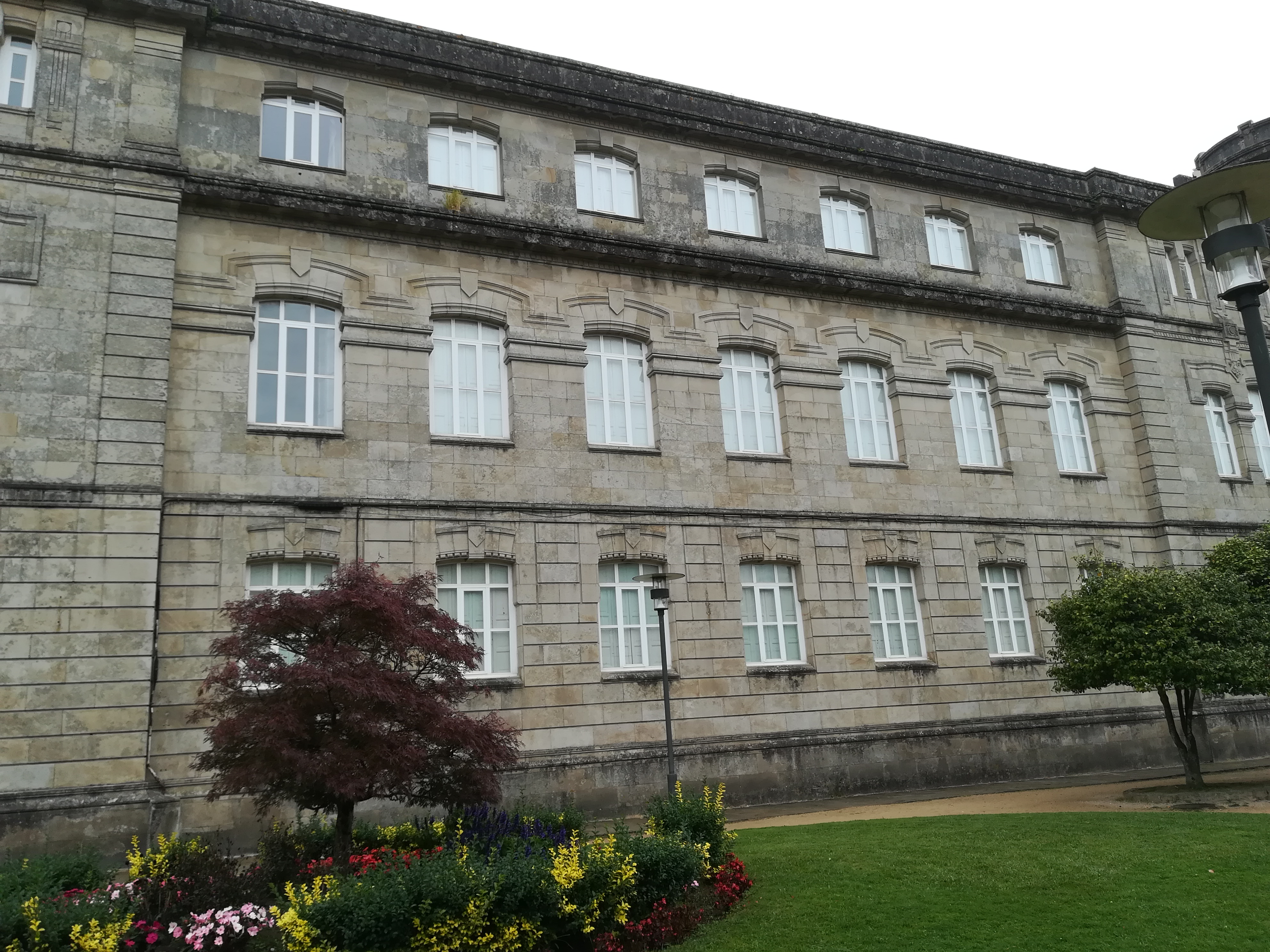
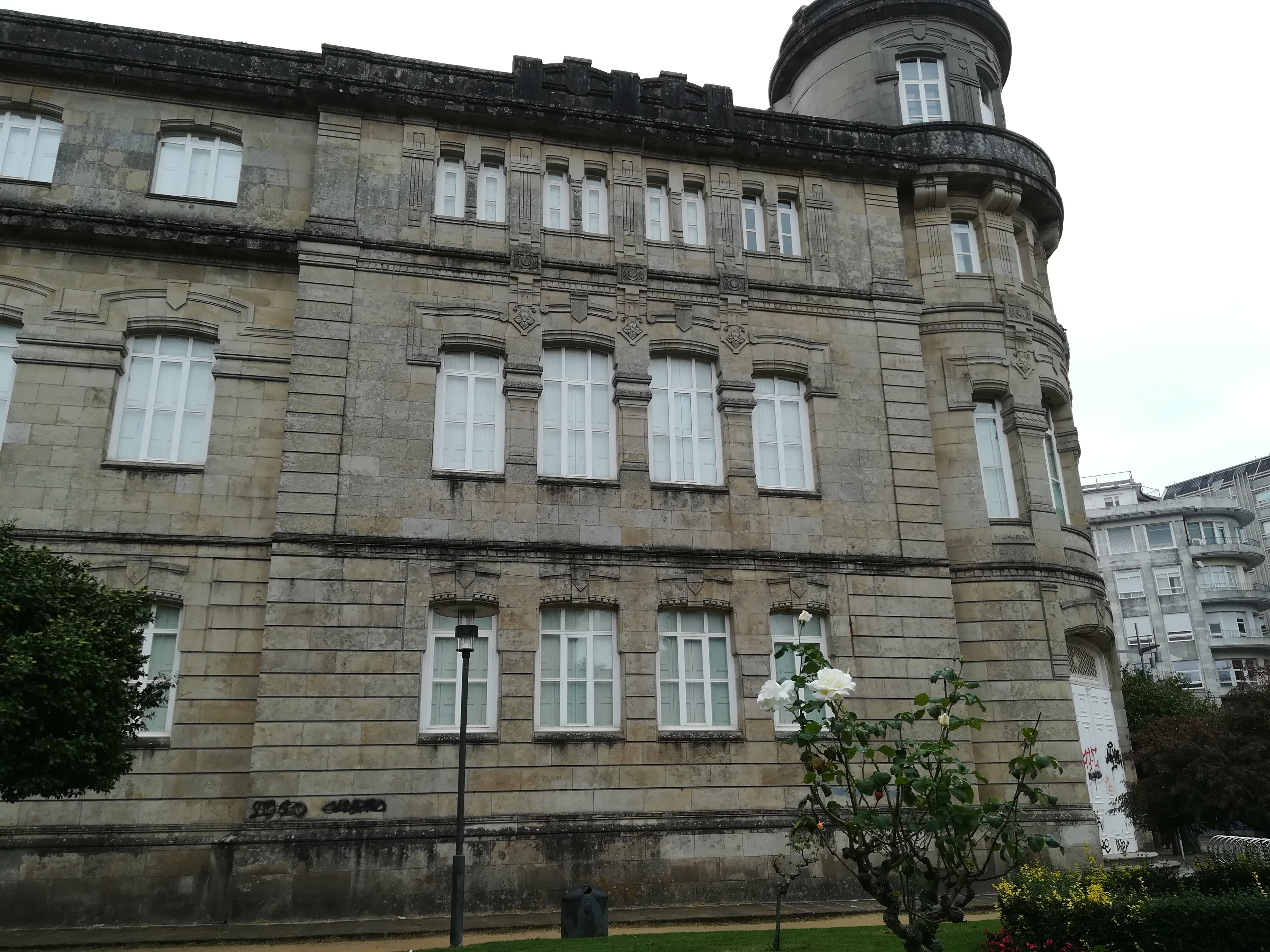
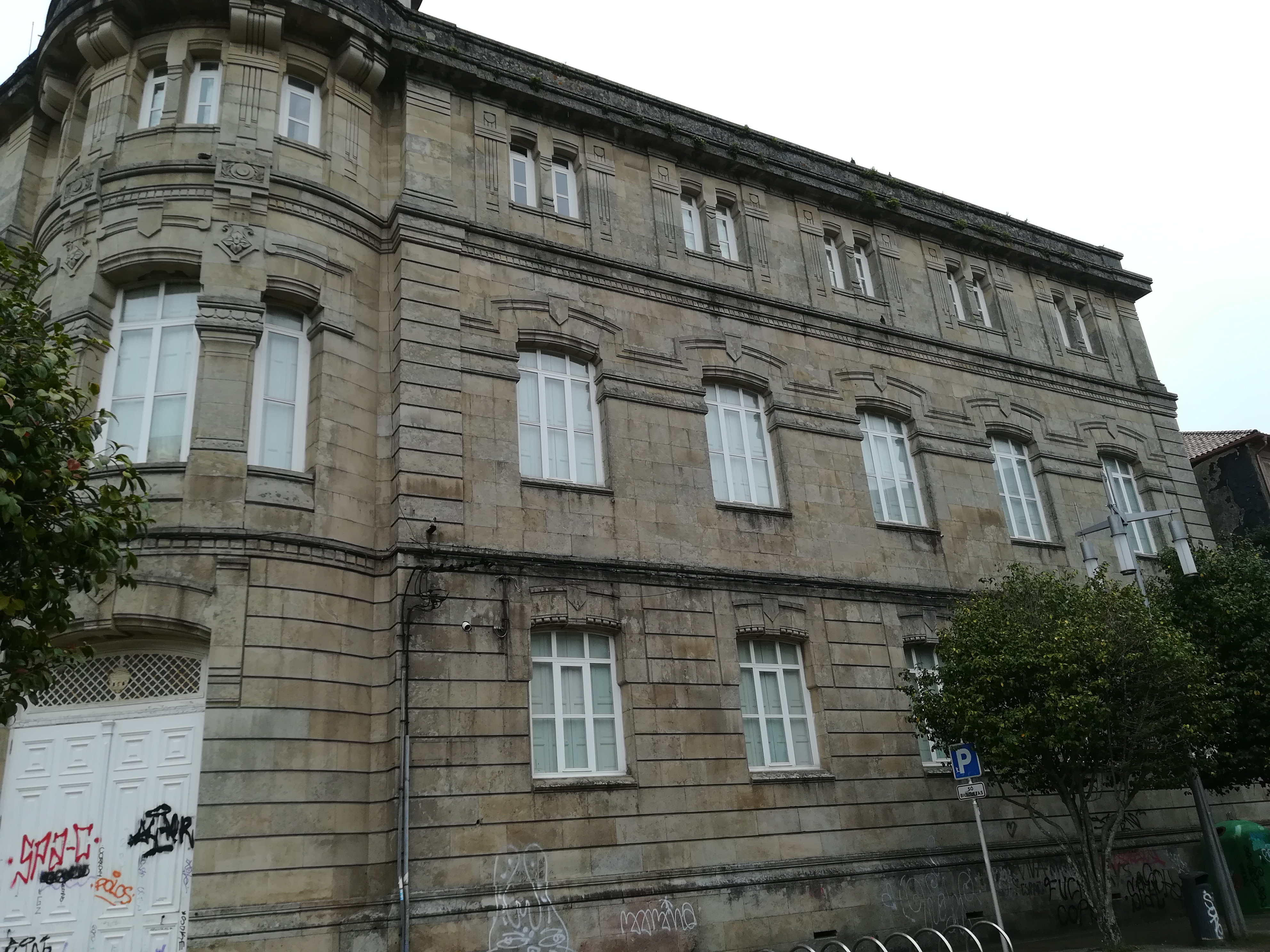
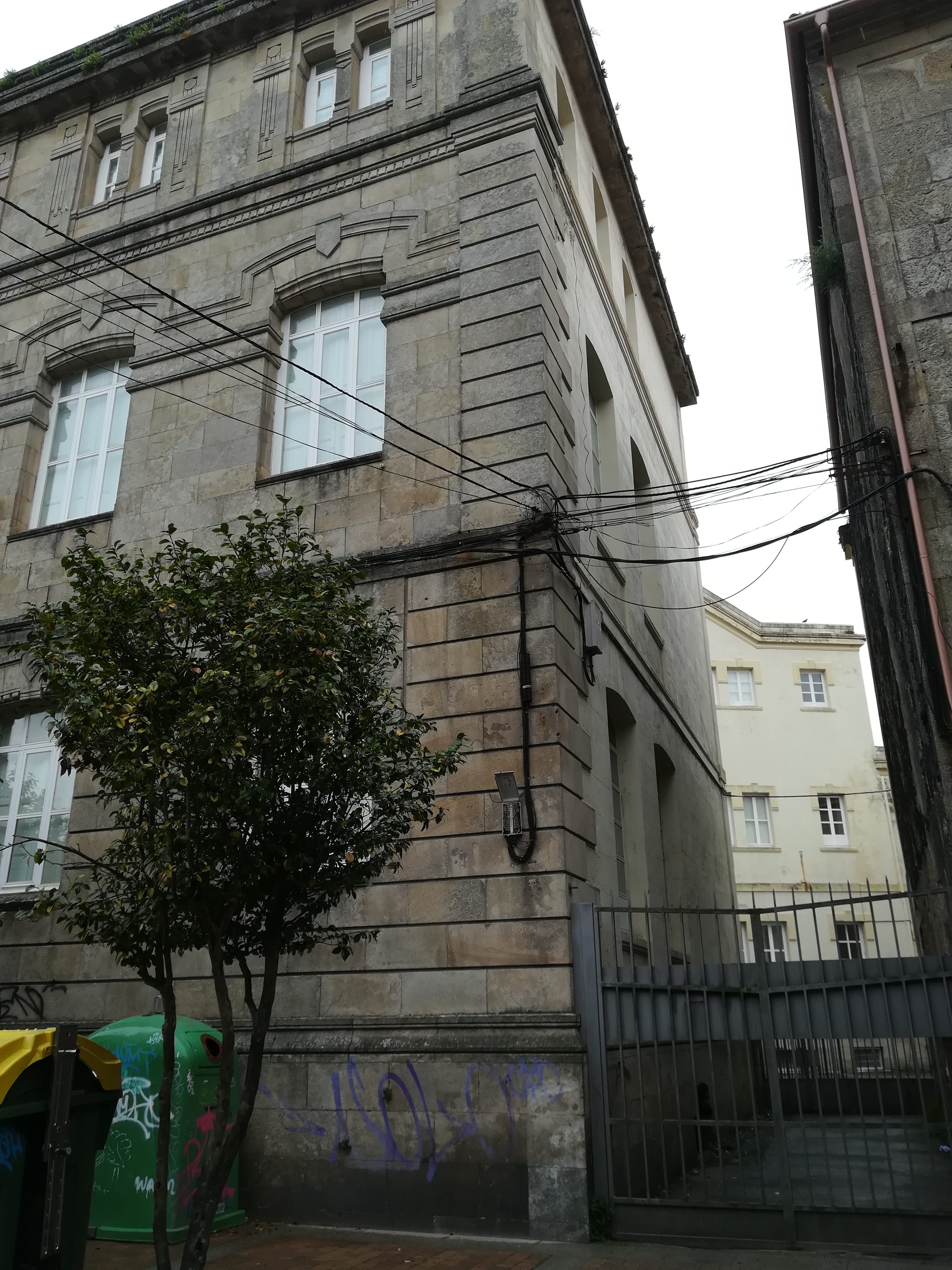
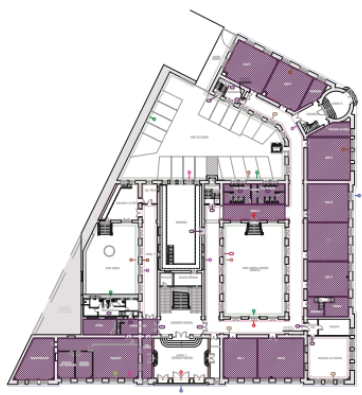
Planta do edifício da escola secundária, rés-do-chão
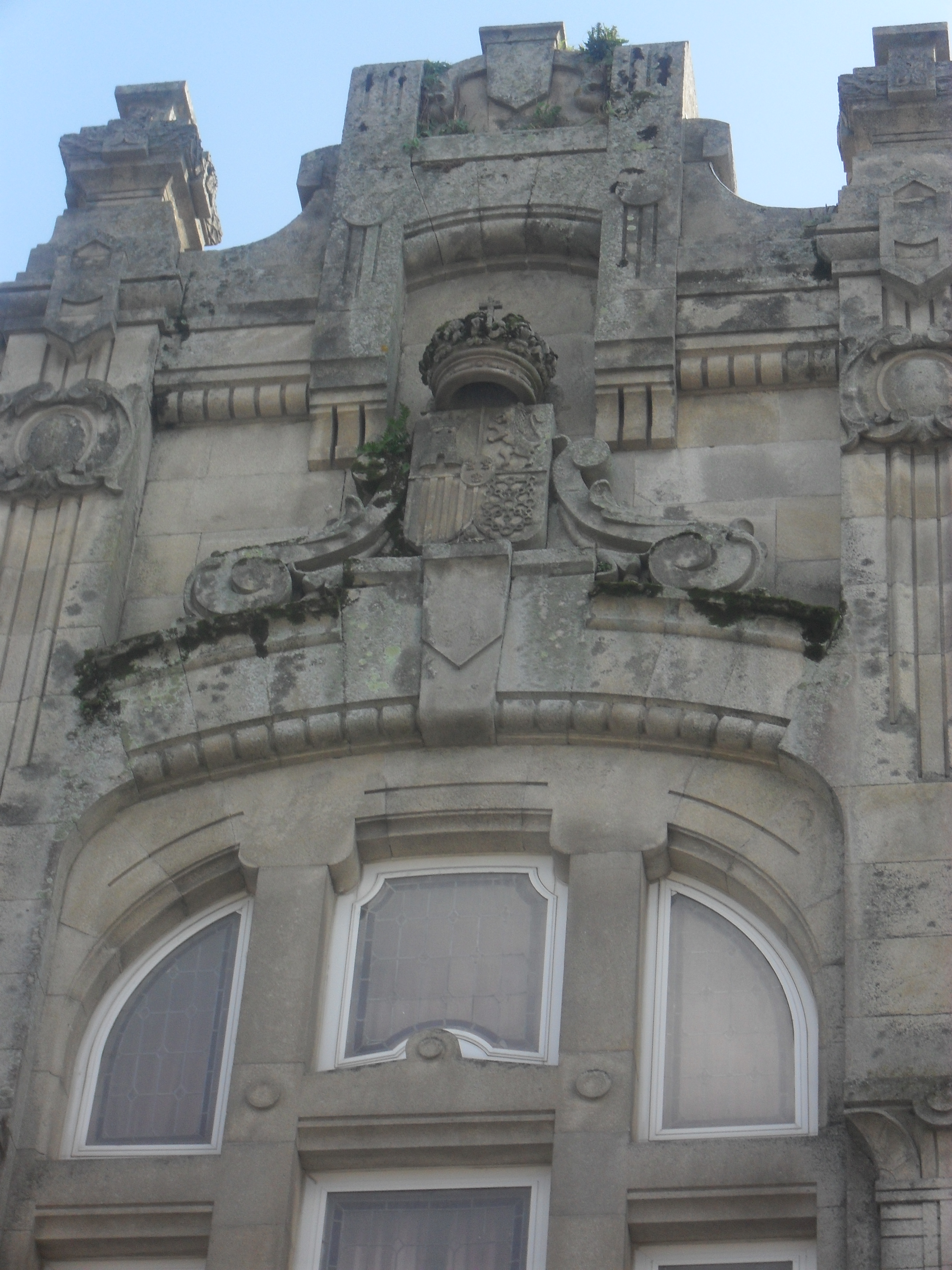

### Outros artigos
- Gran Vía de Montero Ríos
- Colégio da Companhia de Jesus de Pontevedra
- Edifício da Escola Normal de Pontevedra
- Câmara Municipal de Pontevedra
- Palácio do Conselho Provincial de Pontevedra
- Quartel de São Fernando de Pontevedra